# Trichiusa monticola
Trichiusa monticola är en skalbaggsart som beskrevs av Thomas Casey 1906. Trichiusa monticola ingår i släktet Trichiusa och familjen kortvingar. Inga underarter finns listade i Catalogue of Life.